# Station Potsdam Medienstadt Babelsberg
Station Potsdam Medienstadt Babelsberg is een spoorwegstation in de Duitse plaats Potsdam.  Het station werd in 1879 geopend. 